# Szweykowskia
Szweykowskia là một chi rêu trong họ Plagiochilaceae.